# Mazinger Z
Mazinger Z (マジンガー Z, Majingā Z) est une série japonaise de manga créée par Gō Nagai, adaptée en anime. Elle est l'ancêtre des séries de mecha. La série fut créée par le Studio Toei en 1972 d'après le manga du même nom de Gō Nagai et diffusée entre le 3 décembre 1972 et le 1er septembre 1974 sur Fuji TV. En France, la série a été diffusée à partir de 1989 sur M6 dans l'émission Graffi'6.

## L'histoire
Kōji Kabuto (personnage présent plus tard dans Goldorak sous le nom d'Alcor dans la version française) est le petit-fils d'un célèbre savant. Quand le professeur Kabuto est mortellement blessé par les hommes du Docteur Hell, un mégalomane acharné à la conquête du monde, il révèle avant de mourir à son petit-fils qu'il a conçu un robot géant, Mazinger Z, capable d'arrêter les forces du Mal. Kōji prend les commandes de Mazinger Z et parvient à le contrôler, mettant en fuite les sbires de Hell. Dans les épisodes qui suivront, Mazinger Z et ses alliés parviendront à vaincre tous les robots géants envoyés par le Docteur Hell et à faire échouer ses plans de conquête.
Mazinger Z obtient un très grand succès au Japon. En Occident la série est appréciée notamment en Espagne, Italie et dans les pays hispaniques, mais aussi au Maroc. En Europe Mazinger Z arriva à la télévision espagnole avant l'arrivée de Goldorak en France. Mazinger Z débuta à l'antenne espagnole, sur TVE1 (aujourd'hui La 1), le 4 mars 1978, alors que la première diffusion de Goldorak en France eut lieu quatre mois plus tard, le 3 juillet de la même année, sur Antenne 2 qui inaugura également une toute nouvelle émission : Récré A2.

## Transition avecGreat Mazinger
Dans l'avant-dernier épisode, Mazinger Z parvient à venir à bout du Docteur Hell. Mais le dernier épisode voit apparaître de nouveaux envahisseurs, l'empire de Mykene, face auxquels Mazinger Z est dépassé. Alors que tout semble perdu, un nouveau et mystérieux robot géant apparait, Great Mazinger. Un remake de ce dernier épisode a été proposé en film, sous le titre Mazinger Z Vs. The Grand General of Darkness. Dans ce remake, Mazinger Z doit se battre contre une entière armée des Mykenes, mais quand Great Mazinger vient à son secours, il arrive encore à lutter. Dans la série TV, Mazinger Z est battu par 2 bêtes, dont une avait une attaque corrosive, avec laquelle l'alliage Z a été détruit.

## Commentaire
Mazinger Z est un manga mecha créé en 1972 par Gō Nagai pour le Weekly Shōnen Jump et adapté en anime la même année. L’œuvre a la particularité d'être la première à mettre en scène des robots géants pilotés de l'intérieur ; plus précisément, un petit engin volant s'intègre dans la tête du robot géant pour en permettre le pilotage,. En animation, il s'agit d'une évolution par rapport à Astro le petit robot, où le robot agissait de lui-même, et Tetsujin 28-gō qui était télécommandé de loin, ce qui permet de confronter plus directement le héros et donc le spectateur à l'action. De cette façon, l'auteur permet de résoudre le problème de la personnalisation du robot, ici en symbiose avec le pilote pour former une seule entité,. Ce type de série mettant en scène des robots géants surpuissants pilotés de l'intérieur est très populaire dans les années 1970. Dans Mazinger Z, les robots, au centre du récit, sont les archétypes de super-robots fantastiques et peu réalistes.
Les ennemis, monstres maléfiques mélangeant animalité et technologie, représentent la « dégénérescence de l'usage de la technologie dans l'Occident », dans le contexte de débats sur la place de la science occidentale dans la société japonaise de l'époque. Pour Fred Patten, diverses séries dont Mazinger Z rejouent alors la Seconde Guerre mondiale et la défense du Japon contre des envahisseurs inspirés de l'Occident. Il écrit également que cet « humain qui devient un géant métallique pour protéger le monde [...] résonne avec l'imaginaire japonais ».

## Réception
La série télévisée Mazinger Z a rencontré un très fort succès au Japon. Le héros de cette série, Kōji Kabuto, qui est connu en francophonie sous le nom d'Alcor de Goldorak, est un véritable héros pour les Japonais qui n'ont pas beaucoup apprécié son rôle réduit dans Goldorak. Deux suites reprennent le même univers : Great Mazinger et Goldorak. Durant la décennie qui suit, de nombreuses séries mecha reprennent et imitent le principe de Mazinger Z, qui inspire fortement le genre mecha en général.
La série, culte au Japon, est passée relativement inaperçue en France, y ayant été diffusée très partiellement (25 épisodes sur 92) en 1988 et 1989, soit dix ans après la première française de Goldorak. Le générique français était chanté par Damien Robillot.

## Doublage
Source : Anime News Network.

### Voix japonaises
- Hiroya Ishimaru : Kōji Kabuto
- Haruko Kitahama : Baron Ashura (femme)
- Hidekatsu Shibata : Baron Ashura (homme)
- Hiroshi Ohtake : Boss
- Jouji Yanami : professeur Gennosuke Yumi
- Kazuko Sawada : Shirō Kabuto
- Kousei Tomita : Dr. Hell
- Minori Matsushima : Sayaka Yumi
- Hiroshi Ohtake : Dr. Sewashi
- Isamu Tanonaka : Mucha
- Junpei Takiguchi : comte Brocken
- Kouji Yada : Dr. Morimori, narrateur, Pygman
- Kousei Tomita : Nuke
- Nana Yamaguchi : Misato
- Osamu Kato : archiduc Gorgon
- Tomoko Matsushima : Sayaka Yumi (1er épisode)
- Yonehiko Kitagawa : Dr. Nossori

### Voix françaises
- Patrick Borg : Kōji Kabuto (Alcor)
- Jacques Ferrière :	Docteur Hell, Boss
- Isabelle Ganz : Sigoya
- Brigitte Lecordier : Julius
- Danièle Hazan : Baron Ashura (femme)
- Jean-Claude Donda : Baron Ashura (homme)

## Épisodes
1. La naissance d'un robot miraculeux ou L'héritage du professeur Kabuto (non diffusé)
2. Il faut arrêter le Baron
3. Le plus puissant des robots
4. Gayen N5 contre Mazinger Z
5. Le fantôme de Mazinger Z
6. Le piège
7. La stratégie du Baron
8. Les trois professeurs
9. Fatalitas le géant
10. L'enlèvement de Julius
11. La grande Reda
12. Petit robot deviendra grand
13. L'abominable bonhomme de neige
14. Le robot pacifique
15. Le raz-de-marée
16. Tentative d'assassinat
17. Chantage au Kraptonium
18. Le robot à pinces
19. Quand les vautours attaquent
20. Ciel, un ouragan !
21. La ville fantôme
22. S.O.S. naufrage
23. Amédée, ou comment se débarrasser de Mazinger Z
24. Mazinger Z contre Jet-28
25. Titre inconnu
26. Titre inconnu
27. La caverne secrète de Puzzle le grand

Les épisodes 25, 26 et 28 à 92 sont inédits en France (bien que la série ait été doublée jusqu'à l'épisode 52).

## Produits dérivés
Adaptation en jeu vidéo :
- Mazinger Z  (1993, SNES, Bandai)

En film :
- Mazinger Z Infinity (2017), film d'animation japonais réalisé à l'occasion du 45e anniversaire de la franchise Mazinger[13],[14].

## Postérité

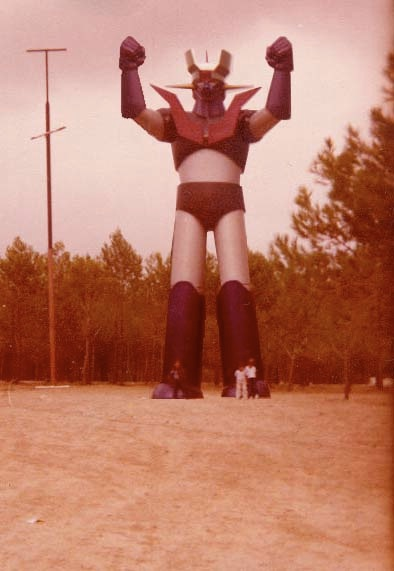
Mazinger Z à Mas del Plata (années 1980)

On trouve à Mas del Plata (ca), entité dépendant de la commune de Cabra del Camp (comarque de Alt Camp, province de Tarragone, communauté autonome de Catalogne en Espagne) une statue de 10 mètres de haut de Mazinger Z, construite à la fin des années 1970.

### Source bibliographique
- Paul Gravett (dir.), « De 1970 à 1989 : Mazinger Z », dans Les 1001 BD qu'il faut avoir lues dans sa vie, Flammarion, 2012 (ISBN 2081277735), p. 336.